# تئودور بومپا
تئودور بومپا (به انگلیسی: Tudor Bompa؛ زاده ۲۳ دسامبر ۱۹۳۲) به عنوان پدر علم زمان‌بندی تمرین، معروف شده است. سیستم تمرینی است که توسط شوروی سابق توسعه یافت که تأکید بار متغیرها برای عملکرد مطلوب در طی سال، نسبت به حفظ بر تمرکز تمرینات هفتگی است. پروفسور تئودور بومپا یکی از برترین متخصصانی است که انقلابی در روش آموزش ورزشکاران در سراسر جهان به‌وجود آورد. ورزشکاران معروفی چون بن جانسون، قهرمان دو و میدانی توسط سیستم آموزشی زمان‌بندی تمرین بومپا، به موفقیت رسید
بومپا، استاد بازنشسته از دانشگاه یورک در تورنتو، انتاریو، کانادا است. او با تامارا بومچا که استاد دانشگاه نیویورک می‌باشد، ازدواج کرده است.

## پس‌زمینه
استاد تئودور بومپا، در ۲۳ دسامبر سال ۱۹۳۲، در شهر نسئو، در شمال ترانسیلوانیا متولد شد. او در ابتدا، در زادگاه خود به مدرسه می‌رفت و سپس در سال ۱۹۴۹ او به مدرسه ورزشی در کلوژ-نپوکا تحت حمایت محلی دانشگاه "ویکتور Babeş" منتقل شد. در دوران جوانی، او عضو تیم ملی دو و میدانی بود و برنده چندین مدال نقره و برنز در مسابقات قهرمانی ملی، پرتاب نیزه و دیسک بود.

## افتخارات

### مربیگری حرفه‌ای
بومپا به عنوان یک مربی، ۱۱ مدال‌آور بازی‌های المپیک (۲ مدال طلا) و مسابقات قهرمانی جهان در دو رشته ورزشی دو و میدانی و قایقرانی را تعلیم داده است. او انقلابی در آموزش مفاهیم اسکی بین شهری، ایجاد کرده است.

## کتاب‌ها
بومپا ۱۵ کتاب منتشر کرده و به ۱۸ زبان ترجمه شده است. کتاب‌های بومپا در بیش از یک میلیون نسخه در ۱۸۰ کشور فروخته شده.
1. The Cyclist's Training Bible
2. Periodization Training for Sports
3. Periodization: Theory and Methodology of Training
4. Serious Strength Training
5. Total Training for Young Champions
6. Periodization in Rugby
7. Theory And Methodology Of Training: The Key To Athletic Performance
8. Periodization Of Strength: The New Wave In Strength Training
9. Conditioning Young Athletes
10. Power Training for Sport: Plyometrics for Maximum Power Development
11. Total Hockey Conditioning: From Pee Wee To Pro
12. Fitness And Body Development Exercises
13. 週期化運動訓練
14. Musculacion. Entrenamiento avanzado
15. Total Training For Coaching Team Sports: A Self Help Guide
16. Periodización del entrenamiento deportivo (Deportes nº ۲۴)
17. از کودکی تا قهرمان ورزشکار[۳]